# نینل کنده
نینل کنده (انگلیسی: Ninel Conde؛ زادهٔ ۲۹ سپتامبر ۱۹۷۶) موسیقی‌دان، مدل و بازیگر اهل مکزیک است.